# 篠たまき
篠 たまき（しの たまき）は、日本の小説家、幻想怪奇作家、ホラー作家、ライター。

## 経歴・人物
別ペンネームにて実用書作家、エッセイスト、取材ライターとして活動している。執筆した猫に関する実用書の中には、海外で数カ国語に翻訳出版されているものもある。
2015年、「やみ窓」執筆。同作について、岩井志麻子は「なんと奇想天外な空想物語だろう」と評している。（選考委員：岩井志麻子、京極夏彦、高橋葉介、南條竹則、東雅夫）。2016年、同作を含む連作短編集『やみ窓』が刊行され、小説家デビュー。
友人から「携帯小説が流行っているから書いてみないか」と声をかけられ、軽い気持ちで小説を書き始め手応えを感じて執筆した。もともと怪談、ホラー系の小説は好きだった。子どもの頃から、昔話や民話をまわりの大人からきかされていた。夢野久作作品には、15歳くらいの頃からかなり熱中した。他にも江戸川乱歩、横溝正史、赤江瀑などの作品を愛読する。波津彬子、今市子、高橋葉介、枢やな、藤原ここあなどの漫画作品も愛読している。
携帯小説作家としても執筆活動をしていた。

## 作品リスト

### 単著
- やみ窓（2016年12月 KADOKAWA）
- 人喰観音（2018年10月　早川書房）
- まどい巫女（2018年11月　早川note）
- 氷室の華（2021年3月　朝日新聞出版）
- 月の淀む処（2021年7月　実業之日本社）
- やみ窓（2022年10月 角川ホラー文庫）
- 女童観音・まどい巫女（2025年1月　三毛屋書店　Kindleのみ）

### 単行本未収録作品
- 生霊の恋（『小説すばる』2022年9月号）

### アンソロジー
- 超常気象 異形コレクション LⅣ（2022年12月 光文社文庫）「とこしえの雨」
- ヴァケーション　異形コレクションLV（2022年12月 光文社文庫）「記憶の種壺」
- 『てのひら怪談　ずっとトモダチ』(2023年8月　ポプラキミノベル)
- 乗物綺談～異形コレクションLVI～ (2023年11月　光文社文庫　「天眼通の夢」)
- 屍者の凱旋～異形コレクションLVII～ (2024年6月　光文社文庫　「粒の契り」)
- メロディアス～異形コレクションLVIII～ (2024年12月　光文社文庫　「軸月夜」)
- ひとひら怪談（2025年）

### インタビュー
- 幽・怪談通信 第10回 『幽』怪談文学賞受賞者インタビュー（『幽』vol.26）
- 幽・ブックレビュー 『幽』（『幽』vol.30）
- 迷宮解体新書（『ミステリマガジン』2019年1月号）

### エッセイ
- 特別料理（『小説すばる』2017年7月号）
- 夢みるお皿（『小説すばる』2022年1月号）